# Anestesia

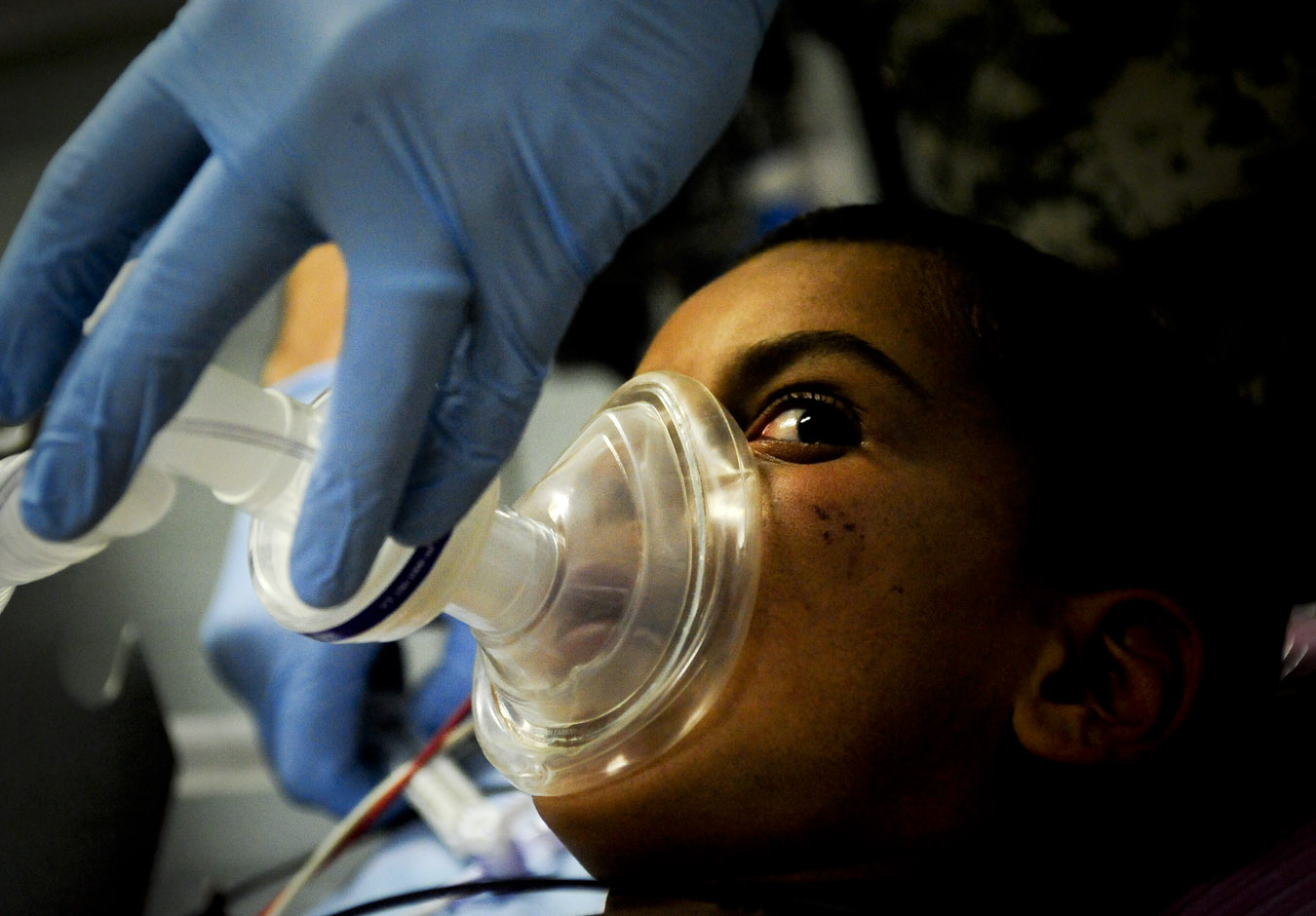
Uma criança sendo preparada para a anestesia.

Anestesia (do grego antigo αν-, an-, "ausência"; e αἲσθησις, aisthēsis, "sensação") tradicionalmente significa  a condição de ter a sensibilidade (incluindo a dor) bloqueada ou temporariamente removida, além da perda de consciência no caso da anestesia geral. Isso permite que os pacientes passem por cirurgias e outros procedimentos sem a angústia e a dor que experimentariam de outra maneira. A palavra foi cunhada por Sr. Oliver Wendell Holmes em 1846. Outra definição é uma "ausência de consciência reversível", seja uma ausência total de consciência (e.g., uma anestesia geral) ou uma ausência de consciência de uma parte do corpo como causam uma anestesia axial ou outro bloqueio de nervo. Anestesia é um estado farmacologicamente induzido de amnesia, analgesia, perda de responsividade, perda de reflexos musculares esqueléticos e diminuída resposta a estresse em animais e plantas.

## História

### Derivados de plantas
Em toda a Europa, Ásia e Américas uma variedade de espécies de Solanum contendo alcaloides tropano potentes foram utilizados, tais como mandrágora, meimendro, metel e Datura inoxia. Textos médicos antigos de Roma e da Grécia de Hipócrates, Teofrasto, Cornelius Celsus Aulus, Dioscorides Pedanius, e Plínio, o Velho discutiram o uso do ópio e da espécie Solanum. No século XIII na Itália, Teodorico Borgognoni usou misturas semelhantes, juntamente com os opiáceos de induzir um estado de inconsciência. E o tratamento combinado com os alcaloides mostrou-se um dos pilares da anestesia até o século XIX. Nas Américas coca também era um anestésico importante usados em operações de trepanação.
Xamãs incas mastigavam folha de coca e, enquanto realizavam cirurgias de crânio, cuspiam na incisão para anestesiar. [carece de fontes?] O álcool também era utilizado, embora suas propriedades vasodilatadoras fossem desconhecido. Antigos anestésicos feitos a partir das ervas têm sido genericamente chamados de soporíferos, anódinos, e narcóticos, dependendo se a ênfase é na produção de inconsciência ou no alívio da dor.
O uso de anestesia herbal tinha uma desvantagem fundamental em comparação com modernas práticas como lamentada por Falópio, "Quando soporíferos são fracos, eles são inúteis, e quando fortes, eles matam". Para superar isso, a produção foi tanto quanto possível padronizada, ocorrendo em locais específicos (como o ópio dos campos de Tebas no Egito antigo). Os anestésicos eram administrados, por vezes, em "spongia somnifera", uma esponja em que uma grande quantidade de droga era deixada para secar, a partir do que uma solução saturada podia ser escorria para dentro do nariz do paciente.

### Primeiros anestésicos inaláveis

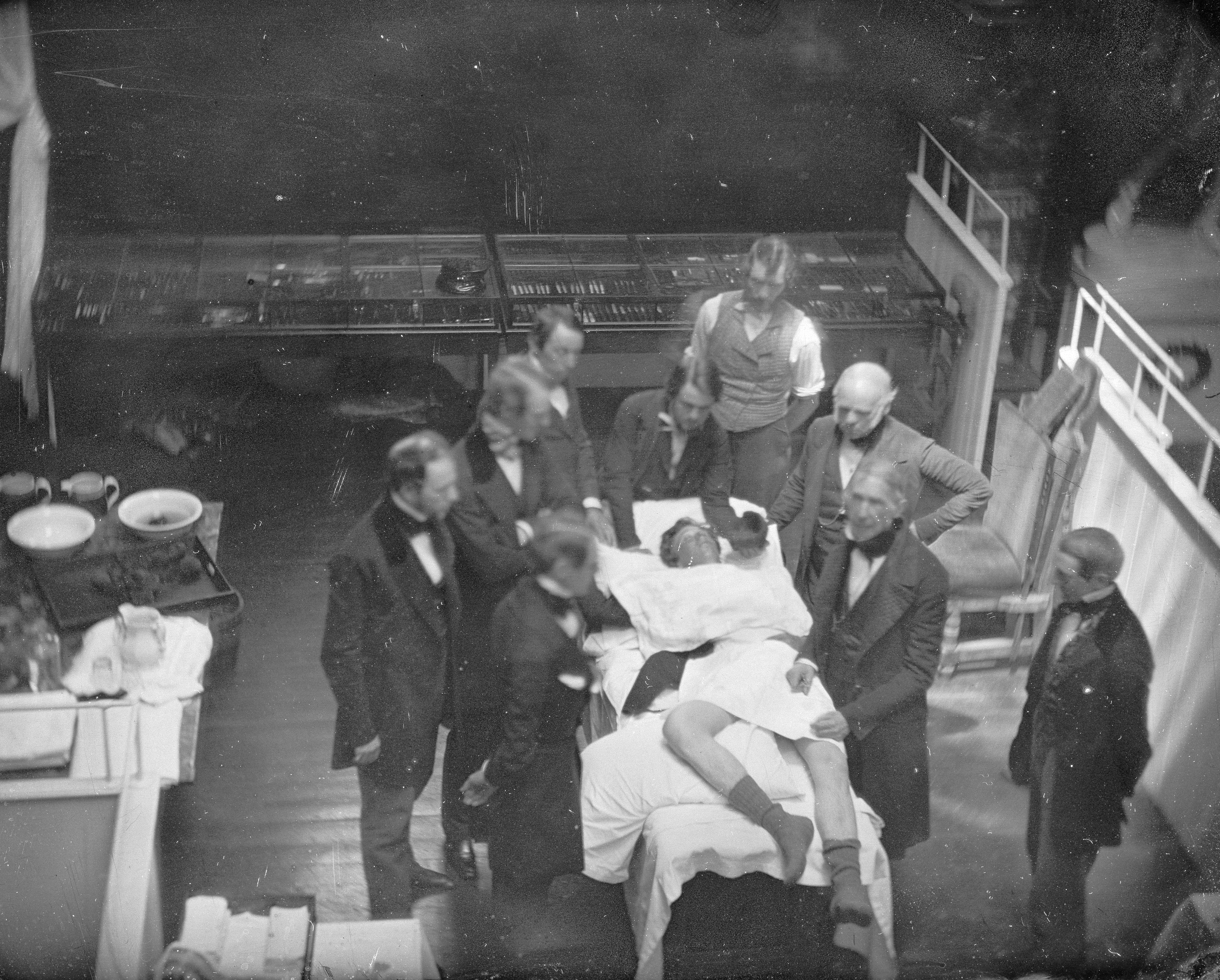
Encenação contemporânea de operação com Éter, em 16 de outubro de 1846; daguerreótipo de Southworth & Hawes

O primeiro médico a usar éter etílico como um anestésico foi o Dr. Crawford Long, que o administrou em 30 de março de 1842, durante um procedimento cirúrgico para remover um tumor de um paciente. Em seguida, ele voltou a empregar éter em várias ocasiões depois, mas não publicou nada sobre os procedimentos até 1849. 
O dentista William Thomas Green Morton, de Boston, conduziu a primeira demonstração pública da anestesia por inalação. Morton, que não estava a par das experiências do Dr. Crawford Long, foi convidado pelo Hospital Geral de Massachusetts para demonstrar sua nova técnica de cirurgia sem dor. Depois que Morton anestesiou o paciente, o cirurgião John Collins Warren removeu um tumor do pescoço do paciente. A cirurgia aconteceu no hoje chamado Ether Dome. O Dr. Warren, inicialmente cético, ficou impressionado e afirmou: "senhores, isso não é uma fraude!". Pouco tempo depois disso, numa carta para o Dr. Morton, o médico e escritor Dr. Oliver Wendell Holmes propôs que o nome do procedimento fosse anestesia e anestesiado o estado a que o paciente fora levado.
Descoberto em 1831, o uso de clorofórmio em anestesia está ligado a James Young Simpson, que, em um amplo estudo sobre compostos orgânicos, constatou a eficácia do clorofórmio em 4 de novembro de 1847. Sua utilização de espalhou rapidamente e ganhou aprovação da Coroa Britânica quando John Snow o empregou na Rainha Vitória, durante o nascimento do Príncipe Leopoldo. Infelizmente, o clorofórmio não é tão seguro quanto o éter, principalmente quando administrado por pessoas sem muita prática. Isso levou a muitas mortes com o uso do clorofórmio que poderiam ter sido evitadas.[carece de fontes?]
John Snow de Londres publicou em maio de 1848 "Sobre narcotismo pela inalação de vapores" na Gazeta Médica Londrina. Snow também se envolveu na produção de equipamentos necessários à administração de anestésicos inaláveis.[carece de fontes?]

## Tipos de Anestesia
Há três diferentes tipos de anestesia: anestesia local, anestesia regional e anestesia geral. Na anestesia local, um local específico do corpo é entorpecido, como, por exemplo, a mão. A anestesia regional envolve uma maior área do corpo pela administração de anestesia num grupo de nervos (plexo nervoso). Duas anestesias regionais frequentemente utilizadas são a anestesia raquidiana (ou espinhal) e a anestesia epidural. Anestesia geral compreende inconsciência e ausência de qualquer reação ao toque.

## Agentes anestésicos
Um agente anestésico é uma droga que leva ao estado de anestesia. Uma ampla variedade de drogas são usadas na prática anestésica moderna. Muitas são raramente utilizadas fora da anestesia, embora outras possam ser comumente utilizadas por todas as especialidades médicas. Os anestésicos são classificados em duas categorias: anestésicos gerais, os quais causam perda reversível da consciência (anestesia geral), e anestésicos locais, que causam anestesia local reversível e perda de nocicepção.

## Monitoração da anestesia
Pacientes sob anestesia geral devem ser submetidos a monitoramento fisiológico contínuo para garantir a segurança do procedimento. Nos EUA, a Sociedade Americana de Anestesiologia (ASA) estabelece diretrizes mínimas de monitorização para pacientes que recebem anestesia geral, anestesia regional ou sedação. Isso inclui eletrocardiograma (ECG), batimento cardíaco, pressão arterial, gases expirados e inspirados, nível de oxigenação do sangue e temperatura.